# Fraser Forster
Fraser Gerard Forster, född 17 mars 1988 i Hexham, är en engelsk fotbollsmålvakt som spelar för Tottenham Hotspur i Premier League.

## Klubbkarriär
Efter att ha varit utlånad från Newcastle United till Celtic under två säsonger meddelades det den 30 juni 2012 att Forster skrivit på ett permanent kontrakt med Celtic.
I augusti 2014 skrev Forster på för Southampton. Den 22 augusti 2019 lånades Forster ut till Celtic på ett låneavtal över säsongen 2019/2020.
Den 8 juni 2022 blev Forster klar för Tottenham Hotspur, där han skrev på ett tvåårskontrakt.

## Landslagskarriär
Den 12 maj 2014 blev Forster uttagen i Englands trupp till fotbolls-VM 2014 av förbundskaptenen Roy Hodgson.